# Ближе (альбом)
«Ближе» — второй студийный альбом российской певицы Варвары. Релиз пластинки состоялся 3 апреля 2003 года на лейбле «Ars-Records». На диске представлено 14 композиций.

## Работа над альбомом
Работа над пластинкой началась в августе 2001 года, спустя несколько месяцев после выхода дебютного альбома Варвары «Варвара». Записывать новый альбом Варвара решила на студии «Братья Гримм» с продюсерами Анатолием Лопатиным и Дмитрием Моссом, однако, желая выйти на отечественный музыкальный рынок с музыкальным материалом западноевропейского уровня, Варвара хотела обратиться за помощью в записи к британским и шведским музыкантам. Так, в 2002 году в интервью журналу Megapolis Варвара заявила: «Сейчас идут переговоры с английскими диджеями и студиями об их участии в записи песен. Новый альбом будет моднее, чем предыдущий: с живой гитарой, барабанами и модными электрическими сэмплами. Он будет на стыке жанров. Это ещё не рок, но уже и не поп-музыка». Альбом был записан в лучших традициях западноевропейского поп-рока. «Те песни, которые выходят на суд слушателя — это считанные единички, которые были выбраны из отслушанных мною 100-200 кассет. Это целый процесс. Варвара также является продюсером альбома. В интервью Максиму Шадрину Варвара признавалась: «Я постоянно сотрудничаю с автором во время написания песни. Тему и сюжет чаще всего даю я. Потому что автору трудно угадать, что мне хочется. Мы встречаемся, бывает, я какие-то фразы приношу автору, мы совместно их дорабатываем. Автор переводит задумки на профессиональную основу. То же самое происходит и с музыкой, аранжировками. Когда авторы пишут для меня, в основном мы работаем вместе». Я хочу отметить Володю Молчанова, нового автора, талантливого парня. Он пишет нестандартно, красивые мелодии. А ещё Саша Лунёв, хотя он меньше для меня пишет». «Я очень люблю работать с молодыми авторами, они очень много написали для этого альбома. Их идеи свежи, и главное у всех у них есть желание работать и сделать что нибудь особенное», — добавляет она. «Видно, что со вторым альбомом Варвара всё больше тяготеет к альтернативной музыке, да и песни она записывает в известной среди западных музыкантов шведской студии», — написали в Zvukov.net. Первые песни — «Сердце, не плачь», «Можно-нельзя» и «Я живая» — к Новому году были изданы на отдельном радиосингле, получившем название «Сердце, не плачь». В октябре песня «Сердце, не плачь» попадает в радио-ротацию. Премьера сингла состоялась на радиостанции «Европа Плюс». В чарте радио «ЕвроХит ТОП 40» сингл, успешно стартовав на 33-м месте, дошёл до 19-й позиции, продержавшись в списке 10 недель.

«Настроение этой песни очень хорошо отражено в клипе. Она о городе будущего, о девушке, неземной и отстранённо холодной. Там, в будущем, люди привыкли сдерживать свои чувства. Но любовь и чувственность живут в сердце девушки».— Варвара
Трек же «Я живая», не выпущенный в качестве сингла, в феврале 2002 года отправляется в эфир «Нашего радио» в программу «Оно вам надо?». По итогам программы песня заработала 30% симпатии слушателей.
В мае в эфире радиостанции «Европа Плюс» состоялась премьера выдержанной в стиле R'n'B песни «Это позади». Трек был записан с симфоническим оркестром в Швеции на студии Cosmo под руководством Нона Бьорна.
Летом 2002 года в эфире «Русского радио» Варвара представляет композицию «Од-на». В июле в заброшенном цехе завода ЗИЛ проходят съёмки видеоклипа на данный трек. Режиссёром видео стал Дмитрий Захаров, а в роли оператора выступил Максим Осадчий. В основу видео лёг сюжет знаменитой книги писателя Рэя Бредбери под названием «Всё лето в один день». Примечательно, что к участию в записи ролика были приглашены все желающие поклонники певицы. К осени песня попадает в широкую радио-ротацию. Песня показала высокие позиции в чартах и хит-парадах радиостанций России. В августе песня стартовала в хит-параде «Русского радио» «Золотой граммофон», продержавшись там 2 недели и дойдя до 19-й позиции.
30 ноября в Государственном Кремлёвском Дворце состоялся финальный концерт телефестиваля «Песня года». Варвара приняла участие в мероприятии, исполнив композицию «Од-на». Авторы песни (О. Дронов, А. А'Ким) были удостоены почётных дипломов за своё произведение.
В декабре Варвара записывает последнюю композицию для грядущего релиза — «Ближе», которая впоследствии дала название самому альбому. В начале февраля 2003 года в первом павильоне ВГИКа прошли съёмки видеоклипа на данную песню. Режиссёром видеоролика стал Георгий Тоидзе, а оператором — Влад Опельянц.
3 апреля в Москве в развлекательном комплексе «Golden Palace» состоялась презентация альбома. Она прошла в форме концерта, во время которого Варвара представила публике новые песни, и пресс-конференции, в рамках которой певица ответила на вопросы журналистов и прессы, а также присутствующих зрителей.

«Второй альбом мне действительно ближе, чем первый. „Ближе“ — значит, я уже прошла половину пути в поисках идеального звука, идеального слова и идеального метода общения с публикой. Но, по правде говоря, чем ближе я подхожу к своему идеалу, тем сложнее...».— Варвара

## Синглы
В сентябре прошёл релиз первого сингла с альбома, «Сердце, не плачь». Песня отметилась на №19 в чарте Европы плюс.
Второй сингл «Од-на» вышел на центральных радиостанциях 25 июня 2002 года.
«Ближе» был выпущен в качестве заключительного сингла с альбома 29 января 2003 года. В марте песня стартовала в эфире радиостанции «Европа плюс». В чарте Европы плюс добралась до 29 места.

### Промосинглы
В феврале 2002 года выходит песня «Я живая» в качестве промосингла к альбому. В хит-параде Европы плюс сингл достиг 30 позиции. Записанную в жанре альтернативного поп-рока, песню поставили на Нашем радио в передачу «Оно вам надо?» и предложили радиослушателям выбрать, хотят ли они слышать трек в эфире. Песня набрала 28% симпатий, чего до этого не набирала ни одна поп-песня.
В мае 2002 года была выпущена песня «Это позади» как промосингл с альбома. В чарте Европы плюс песня была на №39.

## Реакция критики
| Оценки критиков | Оценки критиков |
| Источник        | Оценка          |
| --------------- | --------------- |
| Звуки.Ру        | (положительная) |
| Газета.Ру       | (положительная) |
| InterMedia      | (смешанная)     |
| МИА «Музыка»    | [ 12 ]          |

Дмитрий Бебенин с сайта «Звуки.Ру» работал над рецензией сингла «Сердце, не плачь», вышедшего за полтора года до релиза альбома «Ближе». Его внимания заслужили три композиции, представленные на диске — «Сердце, не плачь», «Я живая» и «Можно-нельзя», позднее вошедшие во второй альбом Варвары. Сам сингл «Сердце, не плачь», по мнению автора, «с его не совсем „квадратным“ припевом даже вносит в общее настроение диска элементы некоторого эстетства». Рецензент сравнивает материал сингла со стилистикой композициями Мадонны: «Судя, однако, по новому синглу с тремя песнями — наполненной ди-джейскими запилами „Сердце, не плачь“, мучительно-медленной „Я живая“ и выдержанной в тонах лёгкой гитарной альтернативы „Можно-нельзя“ с цепляющей риффовкой и вокодерными трюками, исполнительница предпочитает двигаться в более выигрышном, перспективном направлении, намеченном последними работами Мадонны».
Максим Кононенко из издания «Газета.ру» посчитал, что «Ближе» — «одно из самых ярких поп-событий минувшего сезона». «Сердце, не плачь», по словам рецензента, является очень современной песней. Он думает, что это актуальная и качественная работа на достаточно высоком уровне. Главным хитом на пластинке он считает песню «Од-на». Положительных характеристик удостоились песни «Две стороны одной луны», сопровождающаяся невероятно красивым саундом, «Некуда бежать», «Я живая». Единственной работой с диска, получившей отрицательную характеристику, стала «Можно-нельзя». Автор пояснил причину подобного недовольства: «такое ощущение, что её сочинил робот». Композиция «Всё пройдёт», по мнению журналиста, — «очень динамичная и приятная на слух», поэтому он посчитал трек потенциальным хитом, который может превзойти успех остальных синглов. Завершающая трек-лист баллада «Музыка Рождества», как считает Кононенко, записана «со всеми полагающимися жанру сусальностями и снежными подробностями». В итоге журналист заключил, что Варвара — «певица напрямую конкурирующая с наиболее успешными и кассовыми современными исполнительницами».
Журналистка Наталья Светлакова из InterMedia сочла материал с альбома достаточно высоким по качеству записи и низким в плане музыки и текстов. Мелодии композиций Наталья характеризует как бледные и маловыразительные, а ритмику — однообразной. Девушка подчёркивает, что каждая песня имеет «оригинальное и запоминающееся» начало, но вместе с первыми нотами исчезает и «весь музыкальный шарм». Стихи песен с альбома, по её мнению, совершенно не отвечают ожиданиям, это «поток сознания и набор тревожных фраз». Положительными чертами релиза она отметила качественность аранжировок, высококлассный студийный звук и неплохие вокальные данные исполнительницы.
Сайт МИА «Музыка» указал, что «по сравнению с первым альбомом качество стихов и музыки заметно улучшилось». Автор отмечает, что в музыкальном оформлении альбома, а также в текстах песен возникли новые музыкальные оттенки. Стихи и саунд, по мнению автора, гармонично сочетаются с незаурядным вокалом исполнительницы. Рецензент охарактеризовал «Ближе» более взрослой и качественной работой Варвары.
Журналист Михаил Маргулис посчитал, что предложения, поступавшие Варваре от сторонних продюсеров, советовавших ей выбирать для исполнения композиции в стилях шансон, клубную музыку или русские народные песни, не имеют под собой никаких оснований, поскольку Варвара очевидно исполняет западноевропейский поп-рок, и вполне органична в этом жанре.

## Список композиций
| №   | Название                           | Автор(ы)                  | Длительность |
| --- | ---------------------------------- | ------------------------- | ------------ |
| 1.  | «Ближе»                            | В. Молчанов, И. Мельник   | 3:56         |
| 2.  | «Сердце, не плачь»                 | В. Молчанов, В. Саповский | 4:13         |
| 3.  | «Од-на»                            | О. Дронов, А. А'Ким       | 4:40         |
| 4.  | «Некуда бежать»                    | А. Лунёв, А. А'Ким        | 3:03         |
| 5.  | «Это позади»                       | В. Молчанов               | 3:10         |
| 6.  | «Бездомные дети»                   | К. Борис, А. А'Ким        | 4:02         |
| 7.  | «Можно-нельзя»                     | Дж. Мосс, А. А'Ким        | 4:00         |
| 8.  | «Две стороны одной луны»           | В. Молчанов, Э. Мельник   | 4:04         |
| 9.  | «Я живая»                          | И. Корнилов, А. А'Ким     | 4:25         |
| 10. | «Всё пройдёт»                      | Дж. Мосс, А. А'Ким        | 3:59         |
| 11. | «Музыка Рождества»                 | А. Лунёв, О. Томашевский  | 3:11         |
| 12. | «Сердце не плачь (Remix)»          | В. Молчанов, В. Саповский | 3:34         |
| 13. | «Од-На (Dj Leitenant Radio Remix)» | О. Дронов, А. А'Ким       | 3:31         |
| 14. | «Од-На (Dj Leitenant Club Remix)»  | О. Дронов, А. А'Ким       | 4:41         |

## Версии изданий альбома
- Ближе (2003) CD

## Награды и номинации
| Год  | Награда    | Номинированная работа | Номинанты           | Категория                                  | Результат |
| ---- | ---------- | --------------------- | ------------------- | ------------------------------------------ | --------- |
| 2002 | Песня года | «Од-на»               | О. Дронов, А. А'Ким | Диплом лауреата телефестиваля «Песня года» | Победа    |